# Wladimir Alexandrowitsch Korolkow
Wladimir Alexandrowitsch Korolkow (russisch Владимир Александрович Корольков; * 7. November 1907 in Jekaterinodar; † 1. Mai 1987 in Leningrad) war ein sowjetischer Schachkomponist, seit 1956 Internationaler Schiedsrichter für Schachkompositionen und seit 1976 Großmeister für Schachkomposition.

## Leben
Korolkow wurde in Jekaterinodar in der Familie eines Eisenbahnangestellten geboren. Seine ersten Schritte und Erfolge am Schachbrett waren mit Krasnodar verbunden, und er war stolz auf seinen Stadtmeistertitel. Nach seiner Übersiedelung nach Leningrad spielte er in der Mannschaft des Kirow-Werkes, in dem er über ein halbes Jahrhundert als Elektroingenieur in einem Konstruktionsbüro arbeitete. Seine Frau, Olga Ismailowna Semjonowa-Tjan-Schanskaja, war die Enkelin von Pjotr Petrowitsch Semjonow-Tjan-Schanski. Sie erzog Tochter Nadeschda und Sohn Alexander. Sie spielte ebenfalls erfolgreich Schach, war Meister des Sports und zweifache UdSSR-Frauenmeisterin.

## Komposition
Korolkow führte auch Leopold Mitrofanow zur Schachkomposition und publizierte viele Studien gemeinsam mit ihm. Insgesamt hat Korolkow 404 Studien komponiert, wobei Gemeinschaftswerke berücksichtigt wurden. Seine größten Erfolge gelangen ihm in den Jahren von 1930 bis 1960.
|   | a | b | c | d | e | f | g | h |   |
| 8 |   |   |   |   |   |   |   |   | 8 |
| 7 |   |   |   |   |   |   |   |   | 7 |
| 6 |   |   |   |   |   |   |   |   | 6 |
| 5 |   |   |   |   |   |   |   |   | 5 |
| 4 |   |   |   |   |   |   |   |   | 4 |
| 3 |   |   |   |   |   |   |   |   | 3 |
| 2 |   |   |   |   |   |   |   |   | 2 |
| 1 |   |   |   |   |   |   |   |   | 1 |
|   | a | b | c | d | e | f | g | h |   |

Dies ist eine der bekanntesten Studien Korolkows.
Lösung:
1. d6–d7 Kf6–e7 2. Tb7–b8! Lh4xg3
Nach 2. … f1D 3. d8D+ Kxd8 4. La6+ Kc7 5. Lxf1 Kxb8 6. gxh4! gewinnt Weiß mühelos. Um dies zu verhindern, beseitigt Schwarz den weißen Bauern, da Weiß nach 3. Kxg3? f1D 4. La6+ Kc7 nicht die Dame schlagen und gleichzeitig den Turm retten kann.
3. Tb8–a8! f2–f1D 4. d7–d8D+ Ke7xd8 5. Lc8–a6+
Es sieht ganz so aus, als wäre Weiß bereits am Ziel. Doch Schwarz hat eine Falle vorbereitet.
5. … Lg3–b8!!
Falls nun 6. Txb8+? Kc7 folgt, hat Weiß nur Remis erreicht. Er kann aber gewinnen, indem er den Turm opfert.
6. La6xf1 Kd8–c7 7. Lf1–a6 e3–e2! 8. La6xe2 Kc7–b7
Schwarz scheint am Ziel, der weiße Turm wird erobert. Der Preis dafür ist jedoch zu hoch.
9. Le2–f3! Kb7xa8 10. Lf3xc6 matt